# San Giacomo Vercellese
San Giacomo Vercellese là một đô thị ở tỉnh Vercelli trong vùng Piedmont thuộc Ý, có cự ly khoảng 70 kilometers về phía đông bắc của Torino và khoảng 20 km về phía tây bắc của Vercelli. As of ngày 31 tháng 12 năm 2004, đô thị này có dân số 352 người và diện tích là 9,6 km².
San Giacomo Vercellese giáp các đô thị: Arborio, Balocco, Buronzo, Rovasenda, và Villarboit.